# Selsawet Tscharnautschyzy
Der Selsawet Tscharnautschyzy (auch Tscharnautschyzki Selsawet; belarussisch Чарнаўчыцкі сельсавет; russisch Чернавчицкий сельсовет) ist eine Verwaltungseinheit im Rajon Brest in der Breszkaja Woblasz in Belarus. 
Das Zentrum des Selsawets ist das Dorf Tscharnautschyzy. Tscharnautschyzki Selsawet liegt im nördlichen Teil des Rajons und umfasst 19 Dörfer. Durch das Gebiet des Selsawets fließt der Fluss Ljasnaja, ein rechter Nebenfluss des Bug.